# Loss Given Default

Loss Given Default (LGD) est un des trois indicateurs de risque de crédit de la réglementation Bâle II correspondant à l'évaluation de la perte encourue en cas de défaut de la part d'une contrepartie. Le Loss Given Default est exprimé en pourcentage. 
Exemple : LGD = 100% : perte du total du montant en cas de défaut d'une contrepartie. 

## Ressources spécialisées
- Bluhm, Christian, Ludger Overbeck et Christoph Wagner, An Introduction to Credit Risk Modeling, Chapman & Hall/CRC, 2002 (ISBN 978-1-58488-326-5)
- Orlando, Giuseppe, Bufalo Michele, Penikas Henry et Zurlo Concetta, Modern Financial Engineering: Counterparty, Credit, Portfolio and Systemic Risks, World Scientific, 2022 (ISBN 978-981-125-235-8)
- de Servigny, Arnaud et Olivier Renault, The Standard & Poor's Guide to Measuring and Managing Credit Risk, McGraw-Hill, 2004 (ISBN 978-0-07-141755-6)